# Phorbia kulai
Phorbia kulai är en tvåvingeart som beskrevs av Ackland 1993. Phorbia kulai ingår i släktet Phorbia och familjen blomsterflugor.
Artens utbredningsområde är Tjeckien. Inga underarter finns listade i Catalogue of Life.